# Gladiolus harmsianus
Gladiolus harmsianus är en irisväxtart som beskrevs av Vaupel. Gladiolus harmsianus ingår i släktet sabelliljor, och familjen irisväxter.
Artens utbredningsområde är Angola. Inga underarter finns listade i Catalogue of Life.